# Transatlantic (opéra)

Transatlantic sous titré le choix du peuple, est un opéra en trois actes de George Antheil. Composé en 1929 sur un livret du compositeur, il est créé le 1er janvier 1930 à Francfort-sur-le-Main. L'ouvrage malgré un bon accueil critique ne fut joué que six fois. L'opéra est repris en 1998 aux États-Unis et en 2002 en Allemagne. Musicalement l'ouvrage utilise les rythmes et couleurs du jazz.

## Rôles
- Hélène soprano
- Hector baryton
- Ajax basse
- Jason ténor
- Leo ténor
- Gladys soprano
- Trois agitateurs ténor, baryton basse
- Danseur de revue ténor
- Officier de police baryton
- Une jeune fille soprano
- chœur (soprano, alto, ténor, basse)

## Argument
Un riche magnat du pétrole corrompu Ajax recrute un brillant et charismatique collaborateur Hector pour devenir président des États-Unis. Il utilise une séductrice Hélène pour le pousser à fond dans cette  entreprise mais elle tombe amoureuse de lui. Pour retourner la situation le magnat force Hélène à épouser un gigolo. mais tout se complique lorsque Leo le trésorier de la campagne électorale s'éprend lui aussi d'Hélène et  détourne un million de dollars pour lui acheter une bague en diamant. Les électeurs sont finalement séduits par Hector et votent en masse pour lui.

## Instrumentation
- deux flûtes, deux hautbois, deux clarinettes, deux bassons, deux saxophones, quatre cors, trois trompettes, trois trombones, un tuba, un célesta, deux pianos, cordes.
- Durée d'exécution : trois heures.